# St. Lucie County
St. Lucie County is een county in de Amerikaanse staat Florida.
De county heeft een landoppervlakte van 1.483 km² en telt 329.226 inwoners (volkstelling 2020). De hoofdplaats is Fort Pierce.